# Joseph Rheden
Joseph Rheden (Amlach, 5 aprile 1873 – Lienz, 6 agosto 1946) è stato un astronomo austriaco.

## Biografia
| 744 Aguntina | 26 febbraio 1913 |
| 771 Libera   | 21 novembre 1913 |
| 844 Leontina | 1º ottobre 1916  |

Genero di Johann Palisa, studiò astronomia, matematica e fisica presso l'Università di Vienna tra il 1897 e il 1901. Dopo la laurea, iniziò a lavorare presso l'osservatorio dell'Università dapprima come assistente e dal 1906 come professore aggiunto. Dal 1935, dopo il pensionamento, continuò l'opera all'osservatorio come volontario.
Concentrò i suoi studi principalmente sull'astrofotografia per la determinazione delle orbite dei pianeti e degli asteroidi. Fece dotare l'osservatorio di un ricevitore radio per poter sincronizzare l'orologio con il segnale orario internazionale.
Il Minor Planet Center gli accredita la scoperta di tre asteroidi, effettuate tra il 1913 e il 1916.